# Чаплигін Сергій Олексійович
Сергі́й Олексі́йович Чапли́гін (рос. Серге́й Алексе́евич Чаплы́гин; 5 квітня 1869 — 8 жовтня 1942) — російський і радянський фізик, математик та інженер-механік. Відомий своїми математичними формулами, такими як рівняння Чаплигіна, і гіпотетичною речовиною в космології під назвою газ Чаплигіна, названою на його честь.
У 1890 році закінчив Московський університет, згодом став професором. У 1901 році викладав машинобудування на Московських вищих жіночих курсах, у 1903 році — прикладну математику в Московському технічному училищі. У 1905 році він був призначений директором курсів. Одним з його учнів був Леонід Сєдов.
Теорії Чаплигіна багато в чому були натхненні Миколою Жуковським, який заснував Центральний інститут аеродинаміки. Його ранні дослідження були зосереджені на гідромеханіці. «Зібрання творів», що складається з 4 томів, опубліковано в 1948 році.

## Життєпис
Чаплигін народився в родині продавця Олексія Тимофійовича Чаплигіна та Анни Петрівни в місті Раненбурзі, Росія. Коли йому було 2 роки, помер батько, мати вдруге вийшла заміж за купця, і вони переїхали до Воронежа. Там він навчався у Воронезькій гімназії, яку закінчив у 1886 році.
Незабаром після цього він вступив до Московського університету на фізико-математичний факультет, який закінчив у 1890 році. Там він познайомився і зазнав сильного впливу Миколи Єгоровича Жуковського. У 1893 році він опублікував свою першу роботу «Про деякі випадки руху твердого тіла в рідині», за яку отримав премію Н. Д. Брашмана.
Після закінчення університету він став там професором. У 1897 році він опублікував працю «Про рух важкого тіла обертання в горизонтальній площині», де вперше представив загальне рівняння руху неголономної системи. Це рівняння є узагальненням рівняння Лагранжа. У 1899 році нагороджений золотою медаллю Петербурзької академії наук.

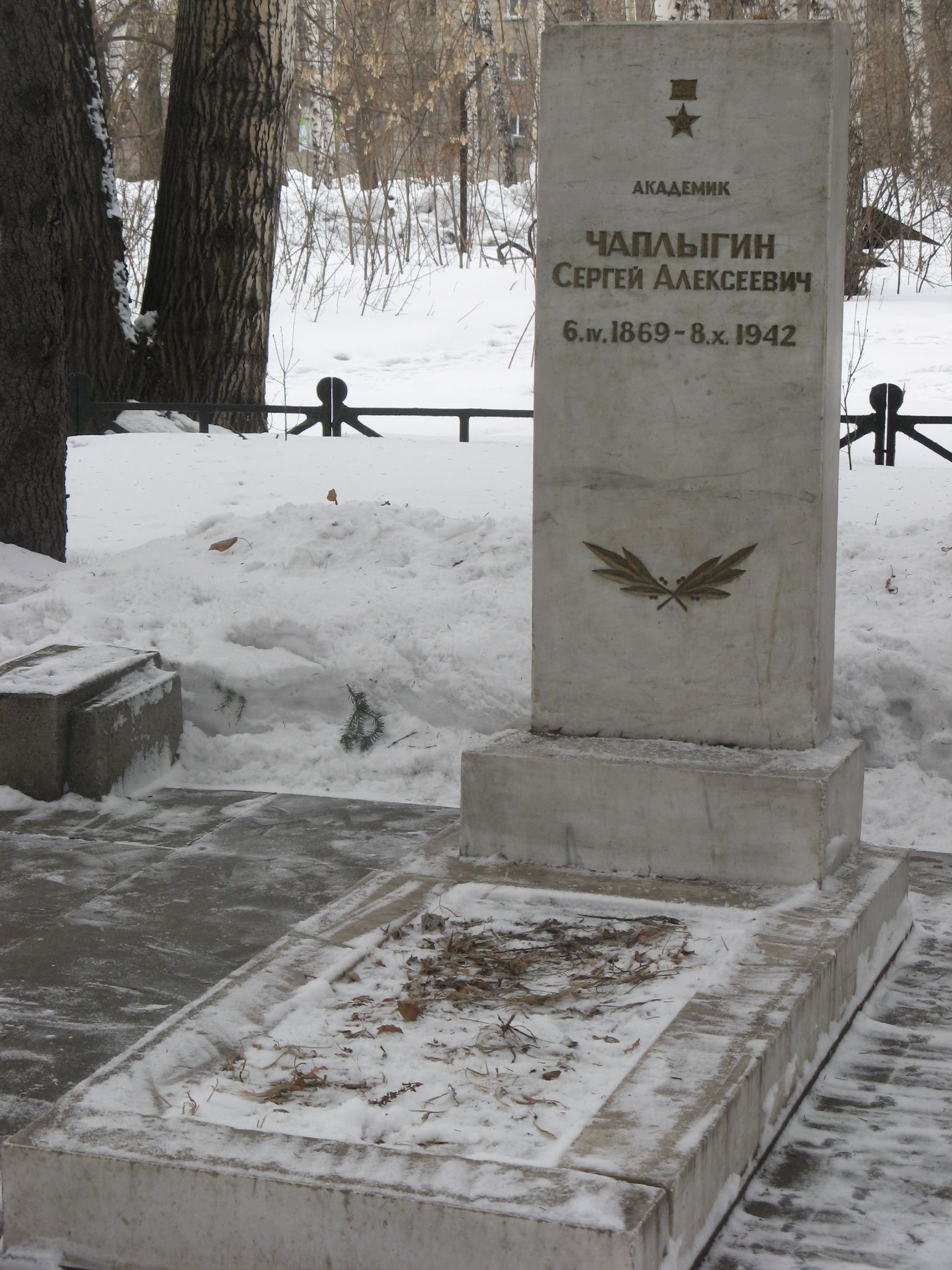
Могила Сергія Чаплигіна

Чаплигін помер від крововиливу в мозок у жовтні 1942 року.

## Відзнаки та нагороди
- Герой Соціалістичної Праці (01.02.1941)[7]
- Два ордени Леніна (1 лютого 1941 року та 22 грудня 1933 року)[7]
- Орден Трудового Червоного Прапора двічі (10 липня 1927 р ?)
- Жуковського (1925)[7]
- Премія Н. Д. Брашмана (1897)[7][8]

У 1924 році Чаплигін був обраний членом Російської академії наук (Академія наук СРСР у 1925—1991 роках).

## Пам'ять
На його честь названо місячний кратер Чаплигін, місто Чаплигін, астероїд 4032 Чаплигін низка вулиць і провулків у пострадянських державах.